# Nowa Wieś (województwo zachodniopomorskie)
Nowa Wieś (niem. Schönhölzig) – osada w Polsce położona w województwie zachodniopomorskim, w powiecie drawskim, w gminie Czaplinek, nad rzeką Dobrzycą. W latach 1975–1998 miejscowość administracyjnie należała do województwa koszalińskiego. W roku 2007 osada liczyła 14 mieszkańców. Miejscowość wchodzi w skład sołectwa Machliny. Najbardziej na południe położona miejscowość gminy.

## Geografia
Osada leży ok. 4,5 km na południowy wschód od Machlin, ok. 600 m na wschód od drogi wojewódzkiej nr 163.